# Финал Кубка Гагарина 2022
Финал Кубка Гагарина 2022 — решающая серия розыгрыша плей-офф Кубка Гагарина в сезоне Континентальной хоккейной лиги 2021/2022. В финале принимали участие чемпионы Восточной и Западной конференций, Металлург и ЦСКА соответственно.
Серия стартовала 18 апреля завершилась и 30 апреля 2022 года в семи матчах. В первом матче серии ЦСКА выиграл 3:1. Во втором матче команды забили 10 комбинированных шайб с Металлургом победившем 6:4. В следующих двух матчах Металлург одержал две сухие победы, 4:0 и 1:0 соответственно, получив лидерство в серии 3-1. Тем не менее, ЦСКА смог выиграть следующие две игры, включая победу в овертайме в шестой игре и сравнял счёт в серии 3-3. В седьмой игре ЦСКА выиграл 4:1 и стал двукратным чемпионом Кубка Гагарина. Это второй случай в истории Финалов Кубка Гагарина, когда команда лидируя 3-1 в серии проиграла следующие три матча и всю серию (впервые подобное произошло в 2012 году).

## Формат финала
Финальная серия состояла из максимум из семи игр и шла до четырёх побед, в формате Д-Д-Г-Г-Д-Г-Д. Преимущество домашней площадки получила команда, занявшая наивысшее место в лиге по итогам регулярного сезона.

## Предыдущее участие в Финале
В данной таблице учитываются только финалы Кубка Гагарина (с 2009 года).
| Команда   | Предыдущие финалы (победы выделены) |
| --------- | ----------------------------------- |
| Металлург | 3 (2014, 2016, 2017)                |
| ЦСКА      | 4 (2016, 2018, 2019, 2021)          |

## Путь к финалу
Регулярный сезон не был доигран из-за пандемии COVID-19. В результате положения команд было определено по проценту набранных очков и именно процент набранных очков был главным показателем.

### Металлург
Металлург занял первое место в своей конференции и во всей лиге, набрав 71 очко и имел 73,96 % побед, больше чем у любой другой команды в лиге. Он мог выиграть Кубок Континента, но трофей не был вручён по решению руководства лиги .
В четвертьфинале Восточной конференции Металлург обыграл Барыс 4-1 в серии. В полуфинале Восточной конференции Металлург победил Авангард в седьмой игре. В Финале Восточной конференции Металлург обыграл Трактор 4-1 в серии.

### ЦСКА
ЦСКА занял третье место в конференции и седьмое место в лиге, набрав 63 очка при 67,02 % побед.
В четвертьфинале Западной конференции ЦСКА победил Локомотив 4-0 в серии. В полуфинале Западной конференции ЦСКА выиграл у Динамо со счетом 4-0 в серии. В Финале Западной конференции в седьмой игре ЦСКА оказался сильнее СКА.

### Предыдущие встречи команд
Это была вторая встреча «Металлурга» и «ЦСКА» в истории плей-офф Кубка Гагарина. В предыдущий раз, тоже в финале, в 2016 «Металлург» обыграл «ЦСКА» в седьмой игре.

## Арены
| Магнитогорск      | Арена Металлург ЦСКА АренаАрены финала Кубка Гагарина 2022 | Москва              |
| Арена Металлург   | Арена Металлург ЦСКА АренаАрены финала Кубка Гагарина 2022 | ЦСКА Арена          |
| Вместимость: 7700 | Арена Металлург ЦСКА АренаАрены финала Кубка Гагарина 2022 | Вместимость: 12 100 |
|                   | Арена Металлург ЦСКА АренаАрены финала Кубка Гагарина 2022 |                     |

## Результаты матчей
Время начала матчей дано по Московскому времени (UTC+3).

### Игра № 1
В матче открытия Финала, первый период закончился без голов. Счёт был открыт Сергеем Андроновым, сыгравшем на добивании своего же броска. Уже через примерно три минуты Никита Нестеров удвоил преимущество Московского клуба. Металлург получил большинство из-за удаления Семёна Панкратова. В результате Максим Карпов забил и сделал счёт 2:1 в пользу ЦСКА. В третьем периоде атаки Металлурга не привели к голу, а Сергей Плотников из ЦСКА забил в пустые ворота, ближе к концу игры и ЦСКА выиграл 3:1.
| 18 апреля 2022 17:00 | Металлург | 1:3 0:0, 1:2, 0:1 | ЦСКА | Арена Металлург, Магнитогорск Зрителей: 6977 |

| Отчёт | Отчёт | Отчёт  | Отчёт | Отчёт |
| ----- | ----- | ------ | ----- | ----- |
|       |       |        |       |       |
|       |       |        |       |       |
|       |       |        |       |       |
|       |       |        |       |       |
|       |       |        |       |       |
|       |       |        |       |       |
|       |       |        |       |       |
| 0 мин | Штраф | 6 мин  |       |       |
|       |       |        |       |       |
|       | 28    | Броски | 28    |       |

ЦСКА лидирует в серии 1-0

### Игра № 2
После первого периода счёт был 1:0 в пользу Металлурга с Филиппом Майе как автором заброшенной шайбы. Во втором периоде команд забили семь комбинированных шайб. Металлург забил четыре и ЦСКА три, в результате чего команды ушли на перерыв со счётом 5:3 в пользу Металлурга. В третьем периоде Николай Голдобин забил для Металлурга, а Константин Окулов забил для клуба из Москвы. Больше заброшенных шайб в десяти-голевом матче не было и Металлург выиграл 6:4 и сравнял счёт в серии.
Эта игра стала второй по результативности в истории Финалов Кубка Гагарина, уступая лишь седьмой игре Финала 2014, когда Металлург обыграл Лев 7:4. Второй период стал самым результативным в истории всех периодов всех Финалов в истории Кубка Гагарина, ранее команды никогда не забивали семь голов за один период.
| 20 апреля 2022 17:00 | Металлург | 6:4 1:0, 4:3, 1:1 | ЦСКА | Арена Металлург, Магнитогорск Зрителей: 7 214 |

| Отчёт | Отчёт | Отчёт  | Отчёт | Отчёт |
| ----- | ----- | ------ | ----- | ----- |
|       |       |        |       |       |
|       |       |        |       |       |
|       |       |        |       |       |
|       |       |        |       |       |
|       |       |        |       |       |
|       |       |        |       |       |
|       |       |        |       |       |
| 6 мин | Штраф | 6 мин  |       |       |
|       |       |        |       |       |
|       | 37    | Броски | 27    |       |

Ничья в серии 1-1

### Игра № 3
Брендан Лайпсик забил на одиннадцатой минуте игры и дал преимущество 1:0 свой команде. Во втором периоде Линус Виделль забил для Металлурга, а в третьем периоде Егор Яковлев забил гол. Минутами спустя счёт стал 4:0, когда Брендан Лайпсик записал вторую шайбу на свой счёт. ЦСКА так и не забил, в итоге Металлург выиграл и получил лидерство в серии.
| 22 апреля 2022 19:30 | ЦСКА | 0:4 0:1, 0:1, 0:2 | Металлург | ЦСКА Арена, Москва Зрителей: 9144 |

| Отчёт | Отчёт | Отчёт  | Отчёт | Отчёт |
| ----- | ----- | ------ | ----- | ----- |
|       |       |        |       |       |
|       |       |        |       |       |
|       |       |        |       |       |
|       |       |        |       |       |
|       |       |        |       |       |
|       |       |        |       |       |
|       |       |        |       |       |
| 8 мин | Штраф | 2 мин  |       |       |
|       |       |        |       |       |
|       | 33    | Броски | 30    |       |

Металлург лидирует в серии 2-1

### Игра № 4

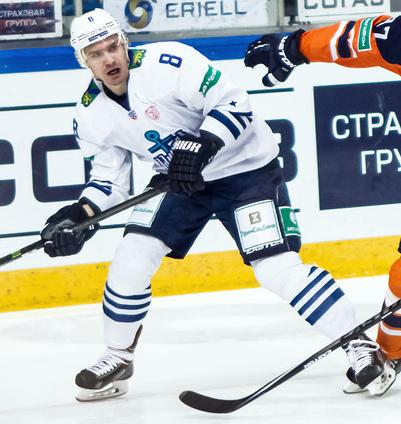
Артём Земчёнок забил единственный и соответственно победный гол в четвёртой игре.

В оборонительной игре, Артём Земчёнок забил единственный гол игры в начале второго периода, а все броски, которых было 31, по воротам Металлурга были отражены Василием Кошечкиным, в результате чего Металлург получил лидерство в серии 3-1. ЦСКА имел несколько минут игры в атаке без остановки в конце второго периода, но так и не сумел забить и несмотря на поражение ЦСКА имел 17:07 времени в атаке против 7:34 у Металлурга.
| 24 апреля 2022 16:30 | ЦСКА | 0:1 0:0, 0:1, 0:0 | Металлург | ЦСКА Арена, Москва Зрителей: 8955 |

| Отчёт | Отчёт | Отчёт | Отчёт | Отчёт |
| ----- | ----- | ----- | ----- | ----- |
|       |       |       |       |       |
|       |       |       |       |       |
|       |       |       |       |       |
|       |       |       |       |       |
|       |       |       |       |       |
|       |       |       |       |       |
|       |       |       |       |       |
|       |       |       |       |       |
|       |       |       |       |       |

Металлург лидирует в серии 3-1

### Игра № 5

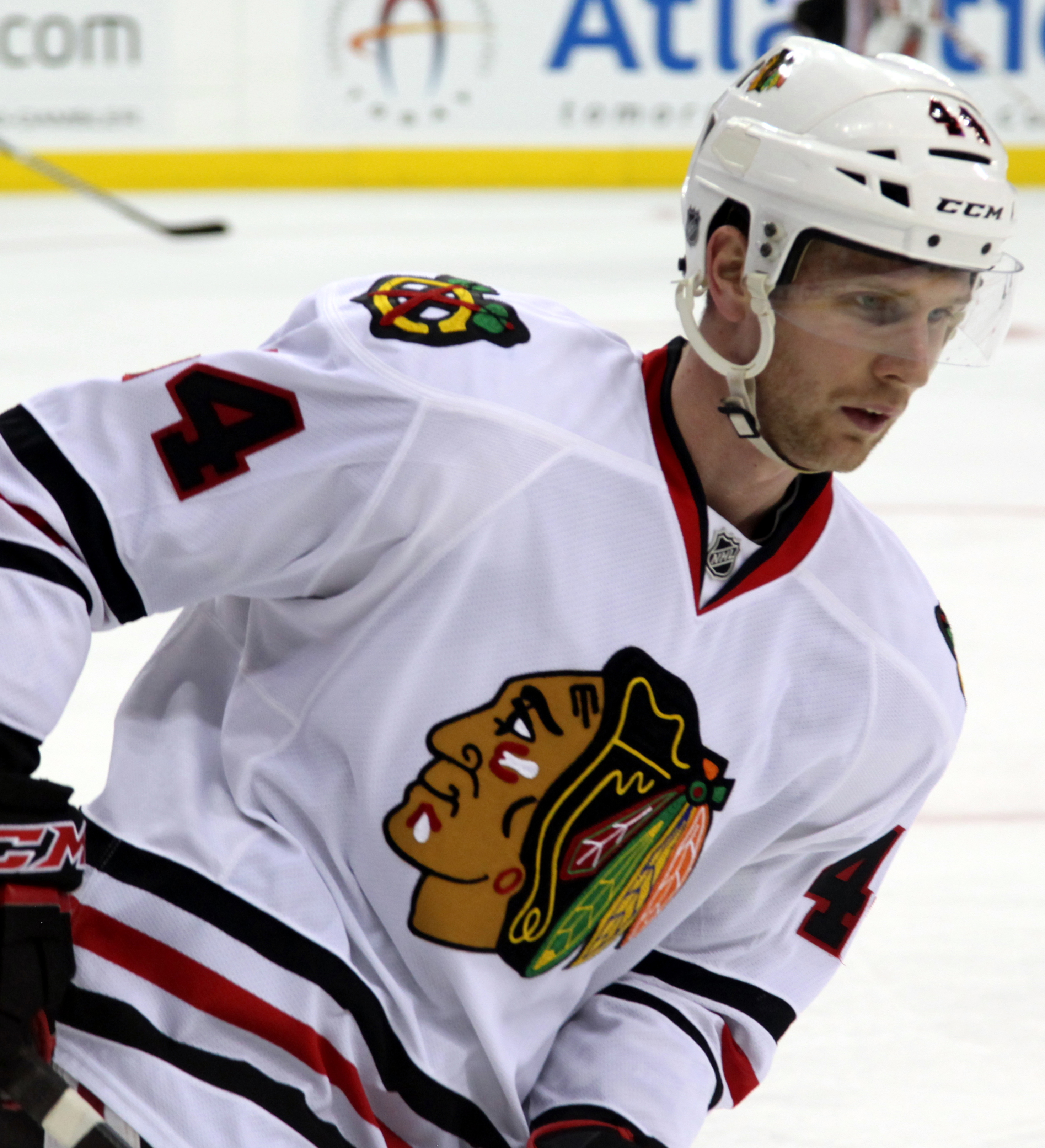
Клас Дальбек забил победный гол в овертайме пятой игры

После того как командам не суждено было поразить ворота друг друга в первой двадцатиминутке, во втором периоде Константин Окулов забил и ЦСКА повёл в счёте. Это был единственный гол после 40 минут игры и перед третьим периодом ЦСКА всё ещё лидировал 1:0. До пропущенной шайбы у Василия Кошечкина была серия без пропущенных шайб на протяжении 156 минут и 34 секунд и рекорд в истории Финалов Кубка Гагарина. В третьем периоде произошла атака Металлурга и после прострела со стороны Максима Карпова, Андрей Светлаков из ЦСКА неудачно срезал шайбу в свои ворота и Металлург сравнял счёт 1:1. Шесть минут спустя Егор Коробкин сделал отбор в чужой зоне и забил, дав лидерство Металлургу 2:1. За 6:04 до конца третьего периода Максим Соркин забил и дал ничью ЦСКА 2:2. Больше голов в регуляции не было и игра перешла в овертайм. Металлург получил большинство, но забить не сумел, в то время как Клас Дальбек забил и выиграл игру для ЦСКА, счёт 3:2 и серия перешла в шестой матч.
| 26 апреля 2022 17:00 | Металлург | 2:3 OT1 0:0, 0:1, 2:1, 0:1 | ЦСКА | Арена Металлург, Магнитогорск Зрителей: 7 500 |

| Отчёт | Отчёт | Отчёт  | Отчёт | Отчёт |
| ----- | ----- | ------ | ----- | ----- |
|       |       |        |       |       |
|       |       |        |       |       |
|       |       |        |       |       |
|       |       |        |       |       |
|       |       |        |       |       |
|       |       |        |       |       |
|       |       |        |       |       |
| 4 мин | Штраф | 8 мин  |       |       |
|       |       |        |       |       |
|       | 39    | Броски | 37    |       |

Металлург лидирует в серии 3-2

### Игра № 6

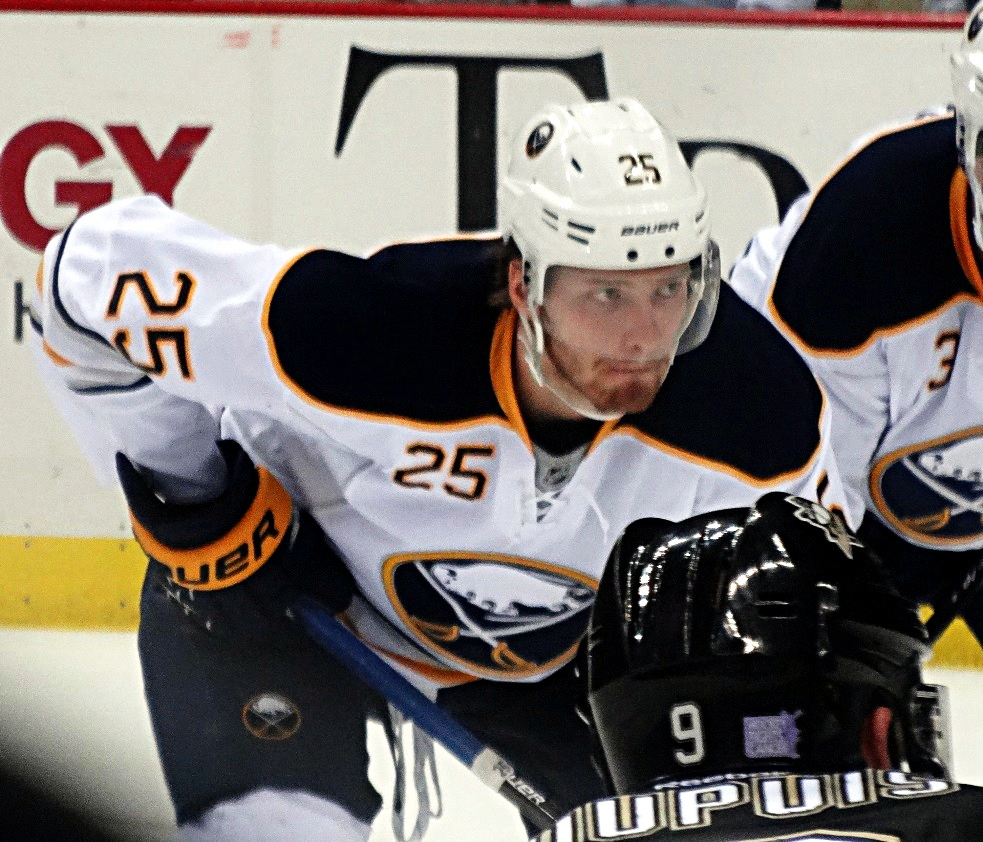
Михаил Григоренко забил победный гол в шестой игре

ЦСКА забил гол через 3:30 после начала игры, когда отличился Владислав Каменев. В середине первого периода Михаил Григоренко забил и ЦСКА повёл 2:0. Команды больше не забили до того момент, как 38 секунд остались во втором периоде, когда Андрей Чибисов забил для клуба из Металлурга, сократив счёт. ЦСКА смог продержаться и не пропустить, в итоге выигрывая 2:1 и переводя серию в седьмой матч.
| 28 апреля 2022 19:00 | ЦСКА | 2:1 2:0, 0:1, 0:0 | Металлург | ЦСКА Арена, Москва Зрителей: 8 184 |

| Отчёт  | Отчёт | Отчёт  | Отчёт | Отчёт |
| ------ | ----- | ------ | ----- | ----- |
|        |       |        |       |       |
|        |       |        |       |       |
|        |       |        |       |       |
|        |       |        |       |       |
|        |       |        |       |       |
|        |       |        |       |       |
|        |       |        |       |       |
| 14 мин | Штраф | 33 мин |       |       |
|        |       |        |       |       |
|        | 33    | Броски | 27    |       |

Ничья в серии 3-3

### Игра № 7

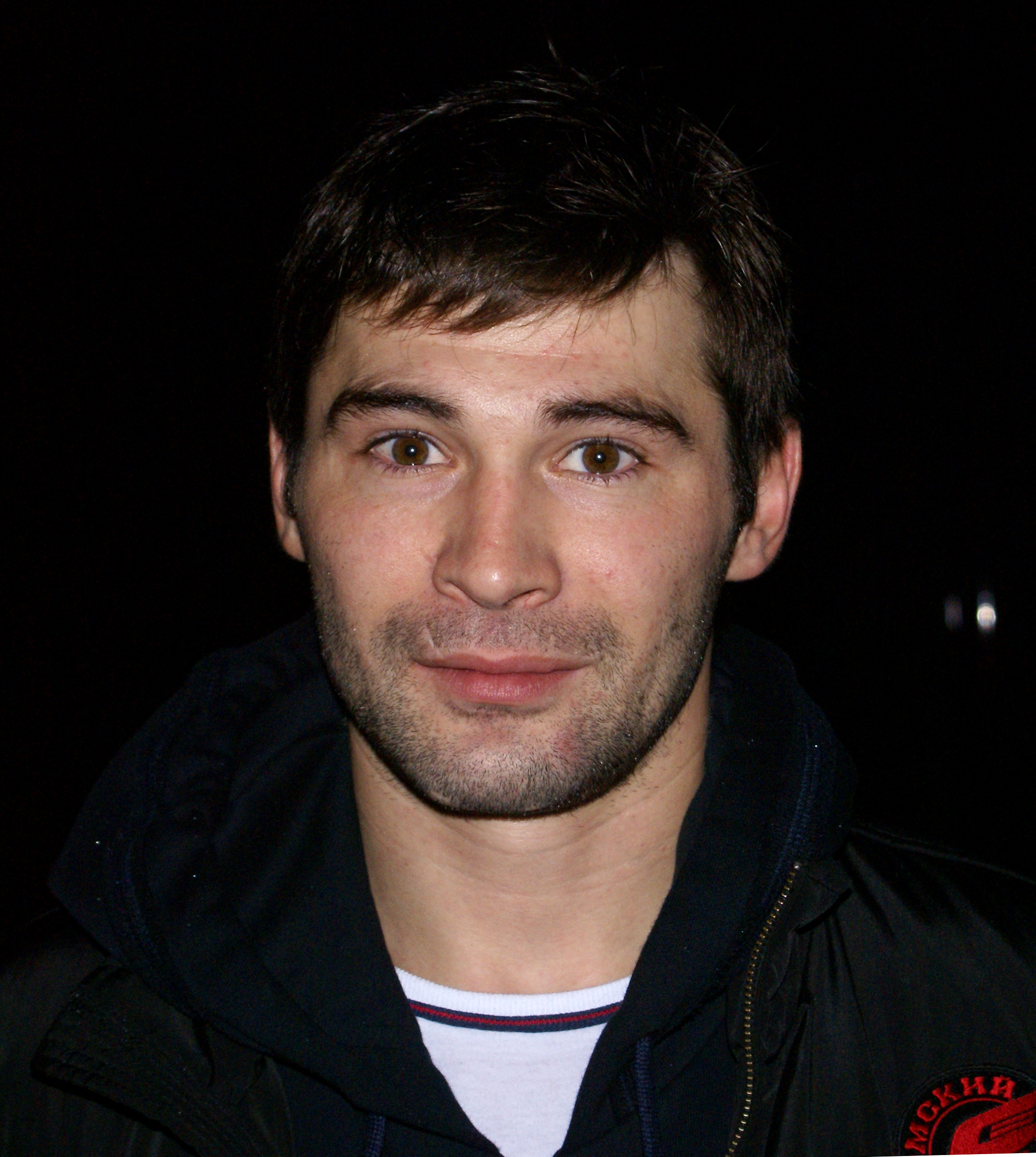
Александр Попов забил победный гол в седьмой игре и таким образом золотой гол серии.

В решающей игры серии, ЦСКА забил два гола за две минуты, сначала Павел Карнаухов забил, а дальше Александр Попов забил на добивании и ЦСКА повёл 2:0. Далее Металлург имел шансы на гол и был в большинстве, но забить не сумел. За три минуты до конца второго периода ЦСКА вышел в контра-атаку и Константин Окулов забил третий гол клуба из Москвы. Металлург смог забить своей первый гол в матче на последней секунде второго периода. Металлург несколько раз выходил в контра-атаки, но больше команда из Магнитогорска не забила. В конце матча Металлург снял вратаря в своей последней попытке на камбэк, но игрок ЦСКА Владислав Каменев забил в пустые ворота, сделав счёт 4:1. ЦСКА выиграл матч, отомстив за поражение в 2016 и во второй раз в истории стал чемпионом КХЛ.
| 30 апреля 2022 15:00 | Металлург | 1:4 0:2, 1:1, 0:1 | ЦСКА | Арена Металлург, Магнитогорск Зрителей: 7 500 |

| Отчёт | Отчёт            | Отчёт   | Отчёт        | Отчёт                                                                                |
| ----- | ---------------- | ------- | ------------ | ------------------------------------------------------------------------------------ |
|       |                  |         |              |                                                                                      |
|       | Василий Кошечкин | Вратари | Иван Федотов | Судьи: Алексей Раводин Константин Оленин Линейные судьи: Никита Шалагин Глеб Лазарев |
|       |                  |         |              | Судьи: Алексей Раводин Константин Оленин Линейные судьи: Никита Шалагин Глеб Лазарев |
|       |                  |         |              | Судьи: Алексей Раводин Константин Оленин Линейные судьи: Никита Шалагин Глеб Лазарев |
|       |                  |         |              | Судьи: Алексей Раводин Константин Оленин Линейные судьи: Никита Шалагин Глеб Лазарев |
|       |                  |         |              | Судьи: Алексей Раводин Константин Оленин Линейные судьи: Никита Шалагин Глеб Лазарев |
|       |                  |         |              | Судьи: Алексей Раводин Константин Оленин Линейные судьи: Никита Шалагин Глеб Лазарев |
| 0 мин | Штраф            | 6 мин   |              | Судьи: Алексей Раводин Константин Оленин Линейные судьи: Никита Шалагин Глеб Лазарев |
|       |                  |         |              |                                                                                      |
|       | 43               | Броски  | 25           |                                                                                      |

ЦСКА выиграл серию 4-3
| Обладатель Кубка Гагарина 2022 |
| ------------------------------ |
| ЦСКА второй титул              |